# ジャン・バルジャン物語
『ジャン・バルジャン物語』（ジャン・バルジャンものがたり）は、フジテレビ系で放送された単発テレビアニメである。1979年9月15日放送。
原作はヴィクトル・ユゴーの『レ・ミゼラブル』で、スペシャルテレビアニメとして『日生ファミリースペシャル』枠で放送された。
製作は東映動画だが、『日生ファミリースペシャル』での東映動画作品は本作が初。

## 放送時間
- 土曜14:35 - 15:50（JST）

## キャスト
- ジャン・バルジャン：小林昭二
- ミリエル司教：久松保夫
- ジャベール警視：大塚周夫
- ファンティーヌ：松島みのり
- コゼット：キャロライン洋子、猪股裕子（幼年期）
- マリユス：池田秀一
- テナルディエ：二見忠男
- テナルディエ夫人：沼波輝枝
- ジルノルマン：永井一郎
- ナレーター：近藤準
- 中西妙子
- 斉藤昌子
- 矢田耕司
- 田中崇
- 加藤淳也
- 中谷ゆみ
- 山本敏之
- 駒沢とよ子
- 戸谷公次
- 佐藤正治

## スタッフ
- 原案・原作：ヴィクトル・ユゴー
- 監督：久岡敬史
- 脚本：辻真先
- 製作：今田智憲
- 企画：山口康男
- 演出：久岡敬史
- キャラクターデザイン・作画監督：須田正己
- 美術：内川文広
- 原画：須田正己、礼木幾夫、青嶋克巳
- 動画チェック：八島喜孝
- 動画：森本知枝、横山佳子、村松啓子、加藤良子、中村昭子、伊藤真知子、岩井美登理、小松良江、青嶋りら子
- 背景：田中資幸、海老沢一男、下茂恵美子、有川知子、石垣好晴
- セログラフ：戸塚友子
- トレース：黒沢和子、五十嵐令子
- 彩色：藤橋清美、後藤美津子
- 特殊効果：岡田良明
- 仕上検査：安永陽子
- 美術進行：島本武
- 仕上進行：松原明徳
- 記録：池田紀代子
- 演出助手：長谷川康雄
- 撮影：高梨洋一、武井利晴
- 編集：田中修
- 録音：波多野勲
- 音響効果：依田安文
- 現像：東映化学
- 音楽：南安雄
- 製作担当：岸本松司
- 製作：東映動画、フジテレビ

| フジテレビ系 日生ファミリースペシャル | フジテレビ系 日生ファミリースペシャル | フジテレビ系 日生ファミリースペシャル |
| 前番組                                | 番組名                                | 次番組                                |
| ------------------------------------- | ------------------------------------- | ------------------------------------- |
| トンデモネズミ大活躍                  | ジャン・バルジャン物語                | あしながおじさん                      |